# Vena cefálica accesoria
La vena cefálica accesoria ([TA]: vena cephalica accessoria) es una vena que se origina en la parte cubital de la red dorsal de la mano y pasa hacia arriba por el antebrazo para unirse con la vena cefálica propiamente dicha, justo por arriba del codo. También puede originarse en un pequeño plexo de venas tributarias situado en el dorso del antebrazo.
En algunos casos se separa de la vena cefálica por encima de la muñeca y se une a ella de nuevo más arriba.
Frecuentemente una larga rama oblicua conecta las venas basílica y cefálica en el dorso del antebrazo.